# Araneus scutellatus
Araneus scutellatus là một loài nhện trong họ Araneidae.
Loài này thuộc chi Araneus. Araneus scutellatus được Ehrenfried Schenkel-Haas miêu tả năm 1963.